# The High End of Low Tour
The High End of Low Tour es el nombre de la séptima gira internacional realizada por la banda Marilyn Manson y promovida por su sello discográfico Interscope Records en promoción del álbum The High End of Low. Esta se expandió por Europa, Norteamérica, Oceanía y Asia, contando con un total de 112 fechas de las cuales se completaron 108. Andy Gerold fue confirmado como bajista colaborador, mientras que Twiggy ocupó el puesto de guitarrista, habiendo regresado a al banda en la gira Rape of the World Tour luego de una ausencia de seis años, al haber desistido de su puesto en el 2002.

## Antecedentes
Después del reencuentro con el músico Twiggy Ramirez, se habló del trabajo en un nuevo álbum el cual resultó ser The High End of Low. La banda confirmó en su sitio web las primeras fechas de la gira la cual comenzó en República Checa, todo esto se dio mediante la promoción del sencillo «Arma-goddamn-motherfuckin-geddon», el cual fue retirado del repertorio unos conciertos después. La gira le valió a la banda su tercera participación en el festival musical Rock Am Ring, como también su primera participación en el Mayhem Festival junto a Slayer. El concierto realizado en el festival Rock Am Ring tuvo una grabación profesional completa a excepción del tema «The Beautiful People».

## Polémica
En el transcurso de la gira, Manson fue diagnosticado con el virus de influenza AH1N1, según publicación en su sitio oficial Manson aseguró que después de varios malestares físicos, decidió visitar al doctor quien le confirmó que es portador de dicha enfermedad, después de la polémica el cantante declaró todos sugieren que tener relaciones sexuales con un cerdo es como uno se contagia de esta enfermedad en forma de humor a lo sucedido.

## Curiosidades
- A pesar de que «Arma-goddamn-motherfuckin-geddon» era el sencillo principal de la era, fue retirado del repertorio a media gira.
- En esta gira se interpretó «Coma White» y «Coma Black», los cuales, el primero solo se había interpretado una vez en 1999 y el segundo nunca.
- En la interpretación de «Running to the Edge of the World», Manson uso la misma vestimenta y escenografía aunada al vídeo.
- A pesar de que el cantante declaró que nunca más interpretaría un tema del álbum Eat Me, Drink Me, en la última etapa de la gira interpretó «If I Was Your Vampire», durante el último acto del concierto.

## Repertorio
| Lista original |
| --- |
| 1. Four Rusted Horses 2. Pretty as a Swastika 3. Leave a Scar 4. Disposable Teens 5. Irresponsible Hate Anthem 6. Arma-goddamn-motherfuckin-geddon 7. The Dope Show 8. WOW 9. Sweet Dreams (Are Made of This) 10. Rock is Dead 11. The Beautiful People |

| Lista renovada |
| --- |
| 1. We're from America 2. Disposable Teens 3. Pretty as a Swastika 4. Four Rusted Horses 5. Little Horn (Solo en conciertos especiales) 6. Irresponsible Hate Anthem 7. Arma-goddamn-motherfuckin-geddon 8. Dried Up, Tied and Dead to the World 9. Blank and White 10. Running to the Edge of the World 11. I Want to Kill You Like They Do in the Movies 12. Coma White & Coma Black 13. The Dope Show 14. Rock is Dead 15. Wight Spider 16. WOW 17. Great Big White World (Con elementos de Fuck Frankie) 18. Sweet Dreams (Are Made of This) & Rock 'n' Roll Nigger 19. Tourniquet (canción de Marilyn Manson) 20. The Beautiful People |

| Final |
| --- |
| 1. Cruci-Fiction in Space 2. Disposable Teens 3. Pretty as a Swastika 4. Four Rusted Horses 5. Irresponsible Hate Anthem 6. Devour 7. Coma White & Coma Black 8. Running to the Edge of the World 9. The Dope Show 10. Rock is Dead 11. If I Was Your Vampire 12. Sweet Dreams (Are Made of This) 13. Tourniquet (canción de Marilyn Manson) 14. The Beautiful People |

## Invitados
- Kerry King: segunda guitarra (solo por un concierto)

## Fechas
| 1                | 3 de junio de 2009       | Brno                        | República Checa | Velodrom                               |
| 2                | 8 de junio de 2009       | Nürburgring                 | Alemania        | Rock Am Ring                           |
| 3                | 6 de junio de 2009       | Núremberg                   | Alemania        | Rock Im Park                           |
| 4                | 8 de junio de 2009       | Innsbruck                   | Austria         | Olympiahalle                           |
| 5                | 9 de junio de 2009       | Bratislava                  | Eslovaquia      | Incheba Expo                           |
| 6                | 11 de junio de 2009      | Dresde                      | Germany         | Junge Garden                           |
| 7                | 13 de junio de 2009      | Derby                       | Inglaterra      | Download Festival                      |
| 8                | 17 de junio de 2009      | Oporto                      | Portugal        | Porto Portugal Coliseum                |
| 9                | 19 de junio de 2009      | Bilbao                      | España          | Kobetasonik Festival                   |
| 10               | 20 de junio de 2009      | Clisson                     | Francia         | HELLFEST                               |
| 11               | 22 de junio de 2009      | Vienne                      | Francia         | Theatre Antique                        |
| 12               | 23 de junio de 2009      | Geneva                      | Suiza           | SEG Geneva Arena                       |
| 13               | 24 de junio de 2009      | Linz                        | Austria         | Intersport Arena                       |
| 14               | 27 de junio de 2009      | Göteborg                    | Suecia          | Metaltown Festival                     |
| 15               | 28 de junio de 2009      | Dessel                      | Bélgica         | Graspop Metal Meeting                  |
| 16               | 1 de julio de 2009       | Kristiansand                | Noruega         | The Quart Festival                     |
| 17               | 4 de julio de 2009       | Sopron                      | Hungría         | Volt Festival                          |
| Norteamérica     |                          |                             |                 |                                        |
| 18               | 10 de julio de 2009      | Wheatland, California       | Estados Unidos  | Sleep Train Amphitheatre               |
| 19               | 11 de julio de 2009      | Mountain View, California   | Estados Unidos  | Shoreline Amphitheatre                 |
| 20               | 12 de julio de 2009      | San Bernardino, California  | Estados Unidos  | Glen Helen Pavilion                    |
| 21               | 14 de julio de 2009      | Auburn, Washington          | Estados Unidos  | White River Amphitheater               |
| 22               | 17 de julio de 2009      | Phoenix, Arizona            | Estados Unidos  | Cricket Pavilion                       |
| 23               | 18 de julio de 2009      | Albuquerque, New Mexico     | Estados Unidos  | Journal Pavilion                       |
| 24               | 19 de julio de 2009      | Greenwood Village, Colorado | Estados Unidos  | Coors Amphitheatre                     |
| 25               | 20 de julio de 2009      | Bonner Springs, Kansas      | Estados Unidos  | Sandstone Amphitheater                 |
| 26               | 22 de julio de 2009      | Maryland Heights, Missouri  | Estados Unidos  | Verizon Wireless Amphitheater          |
| 27               | 24 de julio de 2009      | Atlanta, Georgia            | Estados Unidos  | Lakewood Amphitheater                  |
| 28               | 25 de julio de 2009      | Noblesville, Indiana        | Estados Unidos  | Verizon Wireless Music Center          |
| 29               | 26 de julio de 2009      | Tinley Park, Illinois       | Estados Unidos  | First Midwest Bank Amphitheatre        |
| 30               | 28 de julio de 2009      | Toronto, Ontario            | Canadá          | Molson Amphitheater                    |
| 31               | 29 de julio de 2009      | Scranton, Pennsylvania      | Estados Unidos  | Toyota Pavilion                        |
| 32               | 31 de julio de 2009      | Cuyahoga Falls, Ohio        | Estados Unidos  | Blossom Music Center                   |
| 33               | 1 de agosto de 2009      | Pittsburgh, Pennsylvania    | Estados Unidos  | Post Gazette Pavilion                  |
| 34               | 2 de agosto de 2009      | Clarkston (Míchigan)        | Estados Unidos  | DTE Energy Music Theatre               |
| 35               | 4 de agosto de 2009      | Mansfield, Massachusetts    | Estados Unidos  | Tweeter Center for the Performing Arts |
| 36               | 6 de agosto de 2009      | Virginia Beach, Virginia    | Estados Unidos  | Virginia Beach Amphitheater            |
| 37               | 7 de agosto de 2009      | Camden, New Jersey          | Estados Unidos  | Tweeter Center at the Waterfront       |
| 38               | 8 de agosto de 2009      | Hartford, Connecticut       | Estados Unidos  | New England Dodge Music Center         |
| 39               | 9 de agosto de 2009      | Bristow, Virginia           | Estados Unidos  | Nissan Pavilion                        |
| 40               | 11 de agosto de 2009     | Tampa, Florida              | Estados Unidos  | Ford Amphitheatre                      |
| 41               | 12 de agosto de 2009     | West Palm Beach, Florida    | Estados Unidos  | Sound Advice Amphitheater              |
| 42               | 14 de agosto de 2009     | San Antonio, Texas          | Estados Unidos  | AT&T Center                            |
| 43               | 15 de agosto de 2009     | Dallas, Texas               | Estados Unidos  | Superpages.com Center                  |
| 44               | 16 de agosto de 2009     | Oklahoma City, Oklahoma     | Estados Unidos  | Zoo Amphitheater                       |
| 45               | 21 de agosto de 2009     | Paradise, Nevada            | Estados Unidos  | Hard Rock Hotel and Casino             |
| 46               | 22 de agosto de 2009     | San Diego, California       | Estados Unidos  | House of Blues                         |
| 47               | 24 de agosto de 2009     | Anaheim, California         | Estados Unidos  | Grove of Anaheim                       |
| 48               | 25 de agosto de 2009     | Pomona, California          | Estados Unidos  | The Fox Theatre                        |
| 49               | 26 de agosto de 2009     | Ventura, California         | Estados Unidos  | Majestic Ventura Theatre (Cancelado)   |
| 50               | 28 de agosto de 2009     | San Francisco, California   | Estados Unidos  | The Warfield                           |
| 51               | 29 de agosto de 2009     | Reno, Nevada                | Estados Unidos  | Grand Sierra Resort and Casino         |
| 52               | 31 de agosto de 2009     | Spokane, Washington         | Estados Unidos  | Knitting Factory                       |
| 53               | 1 de septiembre de 2009  | Missoula, Montana           | Estados Unidos  | Wilma Theatre                          |
| 54               | 3 de septiembre de 2009  | Spokane, Washington         | Estados Unidos  | Knitting Factory                       |
| 55               | 4 de septiembre de 2009  | Boise, Idaho                | Estados Unidos  | Knitting Factory                       |
| 56               | 5 de septiembre de 2009  | Magna, Utah                 | Estados Unidos  | The Great Saltair                      |
| 57               | 7 de septiembre de 2009  | Portland, Oregon            | Estados Unidos  | Roseland Theatre                       |
| 58               | 8 de septiembre de 2009  | Victoria, British Columbia  | Canadá          | Save-On-Foods Memorial Centre          |
| 59               | 10 de septiembre de 2009 | Calgary, Alberta            | Canadá          | Southern Alberta Jubilee Auditorium    |
| 60               | 11 de septiembre de 2009 | Edmonton, Alberta           | Canadá          | Shaw Conference Centre                 |
| 61               | 13 de septiembre de 2009 | Winnipeg, Manitoba          | Canadá          | MTS Centre                             |
| 62               | 14 de septiembre de 2009 | Maplewood, Minnesota        | Estados Unidos  | Minneapolis Theater                    |
| 63               | 15 de septiembre de 2009 | Milwaukee, Wisconsin        | Estados Unidos  | The Rave/ Eagles Ballroom              |
| 64               | 17 de septiembre de 2009 | Toronto, Ontario            | Canadá          | Air Canada Centre                      |
| 65               | 19 de septiembre de 2009 | London                      | Canadá          | John Labatt Centre                     |
| 66               | 20 de septiembre de 2009 | Kanata, Ontario             | Canadá          | Scotiabank Place                       |
| 67               | 22 de septiembre de 2009 | Montreal, Quebec            | Canadá          | Bell Centre                            |
| 68               | 23 de septiembre de 2009 | Quebec City, Quebec         | Canadá          | Pavillon de la Jeunesse                |
| 69               | 25 de septiembre de 2009 | Halifax, Nueva Escocia      | Canadá          | Halifax Metro Centre                   |
| 70               | 26 de septiembre de 2009 | Moncton, Nuevo Brunswick    | Canadá          | Moncton Coliseum                       |
| Australia        |                          |                             |                 |                                        |
| 71               | 5 de octubre de 2009     | Perth                       | Australia       | Challenge Stadium                      |
| 72               | 7 de octubre de 2009     | Adelaide                    | Australia       | Thebarton Theatre                      |
| 73               | 8 de octubre de 2009     | Adelaide                    | Australia       | Thebarton Theatre                      |
| 74               | 10 de octubre de 2009    | Melbourne                   | Australia       | Festival Hall                          |
| 75               | 11 de octubre de 2009    | Melbourne                   | Australia       | Festival Hall                          |
| 76               | 13 de octubre de 2009    | Sídney                      | Australia       | Enmore Theatre                         |
| 77               | 14 de octubre de 2009    | Sídney                      | Australia       | Hordern Pavilion                       |
| 78               | 17 de octubre de 2009    | Brisbane                    | Australia       | Entertainment Centre                   |
| Asia             |                          |                             |                 |                                        |
| 79               | 20 de octubre de 2009    | Osaka                       | Japón           | Zepp                                   |
| 80               | 21 de octubre de 2009    | Nagoya                      | Japón           | Zepp                                   |
| 81               | 22 de octubre de 2009    | Tokio                       | Japón           | Zepp                                   |
| 82               | 24 de octubre de 2009    | Mihama                      | Japón           | V-Rock Festival                        |
| Europa Legado #2 |                          |                             |                 |                                        |
| 83               | 6 de noviembre de 2009   | Malmö                       | Suecia          | Malmö Arena (Cancelado)                |
| 84               | 8 de noviembre de 2009   | Oslo                        | Noruega         | Oslo Spektrum (Cancelado)              |
| 85               | 9 de noviembre de 2009   | Estocolmo                   | Suecia          | Ericsson Globe (Cancelado)             |
| 86               | 11 de noviembre de 2009  | Helsinki                    | Finlandia       | Hartwall Areena                        |
| 87               | 12 de noviembre de 2009  | Saint Petersburg            | Rusia           | New Arena                              |
| 88               | 13 de noviembre de 2009  | Moscú                       | Rusia           | B1 Maximum Club                        |
| 89               | 15 de noviembre de 2009  | Riga                        | Letonia         | Arena Riga                             |
| 90               | 17 de noviembre de 2009  | Varsovia                    | Polonia         | Stodola                                |
| 91               | 18 de noviembre de 2009  | Berlín                      | Alemania        | Tempodrome                             |
| 92               | 19 de noviembre de 2009  | Colonia                     | Alemania        | Palladium                              |
| 93               | 21 de noviembre de 2009  | Hamburgo                    | Alemania        | Alsterdorfer Sporthalle                |
| 94               | 23 de noviembre de 2009  | Fráncfort del Meno          | Alemania        | Jahrhunderthalle                       |
| 95               | 24 de noviembre de 2009  | Múnich                      | Alemania        | Zenith Halle                           |
| 96               | 26 de noviembre de 2009  | Treviso                     | Italia          | Palaverde                              |
| 97               | 27 de noviembre de 2009  | Milán                       | Italia          | PalaSharp                              |
| 98               | 29 de noviembre de 2009  | Toulouse                    | Francia         | Le Zénith                              |
| 99               | 1 de diciembre de 2009   | Lisboa                      | Portugal        | Campo Pequeno bullring                 |
| 100              | 3 de diciembre de 2009   | Madrid                      | España          | Palacio de los Deportes                |
| 101              | 4 de diciembre de 2009   | Barcelona                   | España          | Estadi Olímpic Lluís Companys          |
| 102              | 6 de diciembre de 2009   | Lille                       | Francia         | Le Zénith                              |
| 103              | 7 de diciembre de 2009   | Ámsterdam                   | Países Bajos    | Heineken Music Hall                    |
| 104              | 9 de diciembre de 2009   | Brixton                     | Reino Unido     | O2 Academy Brixton                     |
| 105              | 10 de diciembre de 2009  | Brixton                     | Reino Unido     | O2 Academy Brixton                     |
| 106              | 13 de diciembre de 2009  | Birmingham                  | Reino Unido     | O2 Academy Birmingham                  |
| 107              | 14 de diciembre de 2009  | Mánchester                  | Reino Unido     | Manchester Academy                     |
| 108              | 15 de diciembre de 2009  | Glasgow                     | Reino Unido     | O2 Academy Glasgow                     |
| 109              | 17 de diciembre de 2009  | Nottingham                  | Reino Unido     | Trent FM Arena                         |
| 110              | 18 de diciembre de 2009  | Amberes                     | Bélgica         | Lotto Arena                            |
| 111              | 20 de diciembre de 2009  | Luxemburgo                  | Luxemburgo      | Rockhal                                |
| 112              | 21 de diciembre de 2009  | París                       | Francia         | Le Zénith                              |